# NGC 7146
NGC 7146 (również PGC 67508) – galaktyka spiralna z poprzeczką (SBab), znajdująca się w gwiazdozbiorze Pegaza. Odkrył ją Albert Marth 11 sierpnia 1863 roku.